# Carcarès-Sainte-Croix
Carcarès-Sainte-Croix (gaskonsko Carcarèrs e Senta Crotz) je naselje in občina v francoskem departmaju Landes regije Akvitanije. Naselje je leta 2010 imelo 488 prebivalcev.

## Geografija
Kraj leži v pokrajini Gaskonji ob reki Midouze, 28 km severovzhodno od Daxa.

## Uprava
Občina Carcarès-Sainte-Croix skupaj s sosednjimi občinami Audon, Gouts, Lamothe, Le Leuy, Meilhan, Souprosse in Tartas (del) sestavlja kanton Tartas-vzhod s sedežem v Tartasu. Kanton je sestavni del okrožja Dax.

## Zanimivosti
- cerkev sv. Bertineta, Sainte-Croix;